# Meaux-la-Montagne
Meaux-la-Montagne település Franciaországban, Rhône megyében. Lakosainak száma 226 fő (2022. január 1.). Meaux-la-Montagne Saint-Nizier-d'Azergues, Saint-Vincent-de-Reins, Saint-Bonnet-le-Troncy, Grandris és Cublize községekkel határos.

## Népesség
A település népességének változása:
| Lakosok száma | 251  | 243  | 242  | 237  | 234  | 233  | 232  | 229  | 226  |
|               | 2013 | 2015 | 2016 | 2017 | 2018 | 2019 | 2020 | 2021 | 2022 |